# The Sunset Tree
The Sunset Tree è il nono album in studio dei The Mountain Goats, pubblicato il 4 aprile 2005 da 4AD. Le canzoni dell'album ruotano attorno alla casa in cui è cresciuto John Darnielle e alle persone che vivevano lì, tra cui sua madre, sua sorella, suo patrigno, amici e nemici.
Mentre We Shall All Be Healing si è concentrato sugli anni di Darnielle da adolescente coinvolto con altri consumatori di metanfetamine, The Sunset Tree si concentra sulla sua infanzia e un tema ricorrente è la violenza domestica. Il titolo dell'album si riferisce a una scena di The Way of All Flesh di Samuel Butler in cui il personaggio Theobald batte suo figlio Ernest per non essere in grado di pronunciare una C dura quando canta un inno.
Molti testi fanno riferimento all'infanzia traballante di Darnielle, specialmente nelle canzoni This Year, Dance Music e Hast Thou Considered the Tetrapod. e i suoi sentimenti di impotenza, costruendo la canzone Lion's Teeth, che Darnielle ha descritto come una "fantasia di vendetta" in un'introduzione a un'esibizione dal vivo della canzone.
L'album si conclude con le due canzoni finali Love, Love, Love, in cui Darnielle nota la virtù e la follia di fare le cose per motivi di amore, e Pale Green Things, in cui ricorda una volta che il suo patrigno lo ha portato fuori guardare i cavalli in una pista. Darnielle chiude la canzone e l'album con un testo su sua sorella che lo chiama per informarlo della morte del suo patrigno.
The Sunset Tree ha un metascore di 83 su Metacritic basato su 28 recensioni, il che indica "consensi universali". Pitchfork ha inserito The Sunset Tree al numero 102 della lista dei 200 migliori album degli anni 2000.
Nel 2010, gli Art Of Time Ensemble con l'ex cantante dei Barenaked Ladies Steven Page ha realizzato una cover di Lion's Teeth per il loro disco A Singer Must Die.

## Tracce
1. You or Your Memory – 2:15
2. Broom People – 2:44
3. This Year – 3:52
4. Dilaudid – 2:10
5. Dance Music – 1:57
6. Dinu Lipatti's Bones – 3:18
7. Up the Wolves – 3:27
8. Lion's Teeth – 3:25
9. Hast Thou Considered the Tetrapod – 3:22
10. Magpie – 2:00
11. Song for Dennis Brown – 3:57
12. Love Love Love – 2:48
13. Pale Green Things – 4:19